# Кремлёв, Вадим Георгиевич
Кремлёв Вадим Георгиевич (16 января 1909 года, Санкт-Петербург — 11 июня 1995 года, Курск) — архитектор, член Союза архитекторов СССР (1936).

## Биография
- 1931 — окончил строительное отделение Свердловского строительного техникума.
- 1931-1935 — прораб треста «Домгоспром-Урал».
- 1932-1936 — окончил строительный факультет Уральского индустриального института.
- 1935-1942 — проектировщик проектной мастерской Свердловского Горсовета.
- 1938 — окончил курсы повышения квалификации архитекторов в Москве.
- 1946-1948 — преподаватель Курского монтажного техникума.
- 1948-1956 — главный архитектор Курска.
- 1956-1958 — преподаватель Курского монтажного техникума.
- 1958-1971 — главный архитектор Курска.
- 1973-1974 — главный специалист технического отдела института Курскгражданпроект.
- 1974-1976 — инженер проектно-конструкторского отдела курского завода РТИ.
- 1977-1987 — начальник сектора планировки и застройки отдела по делам строительства и архитектуры Курского облисполкома.

## Проекты и постройки

### Осуществленные проекты

#### Курск

##### Жилые и общественные здания
- Доска почета передовиков сельского хозяйства на углу Первомайского сада, Красная площадь. (1947) — конкурсный проект. Снесено.
- 3-этажное административное здание треста ЦЧОВодстроя по улице Ленина, 23 (1953).
- 2-этажное административное здание Облзаготзерно по улице Красной Армии, 21 (1950-е).
- Клуб-столовая без кинобудки по улице Сумской, 14 (1955) — переработка типового проекта столовой № 79.
- Комплекс зданий Курского государственного сельскохозяйственного института (1956) (в соавторстве с инженером Суриным С. Ф., архитекторами Гулиным И. Н., Федоровым С. И., Ивановым М. А.)[1].
- 5-этажный жилой дом с магазином «Гастроном» по улице Ленина, 8 (1963) (в соавторстве с архитекторами Гулиным И. Н., Ивановым М. А.).

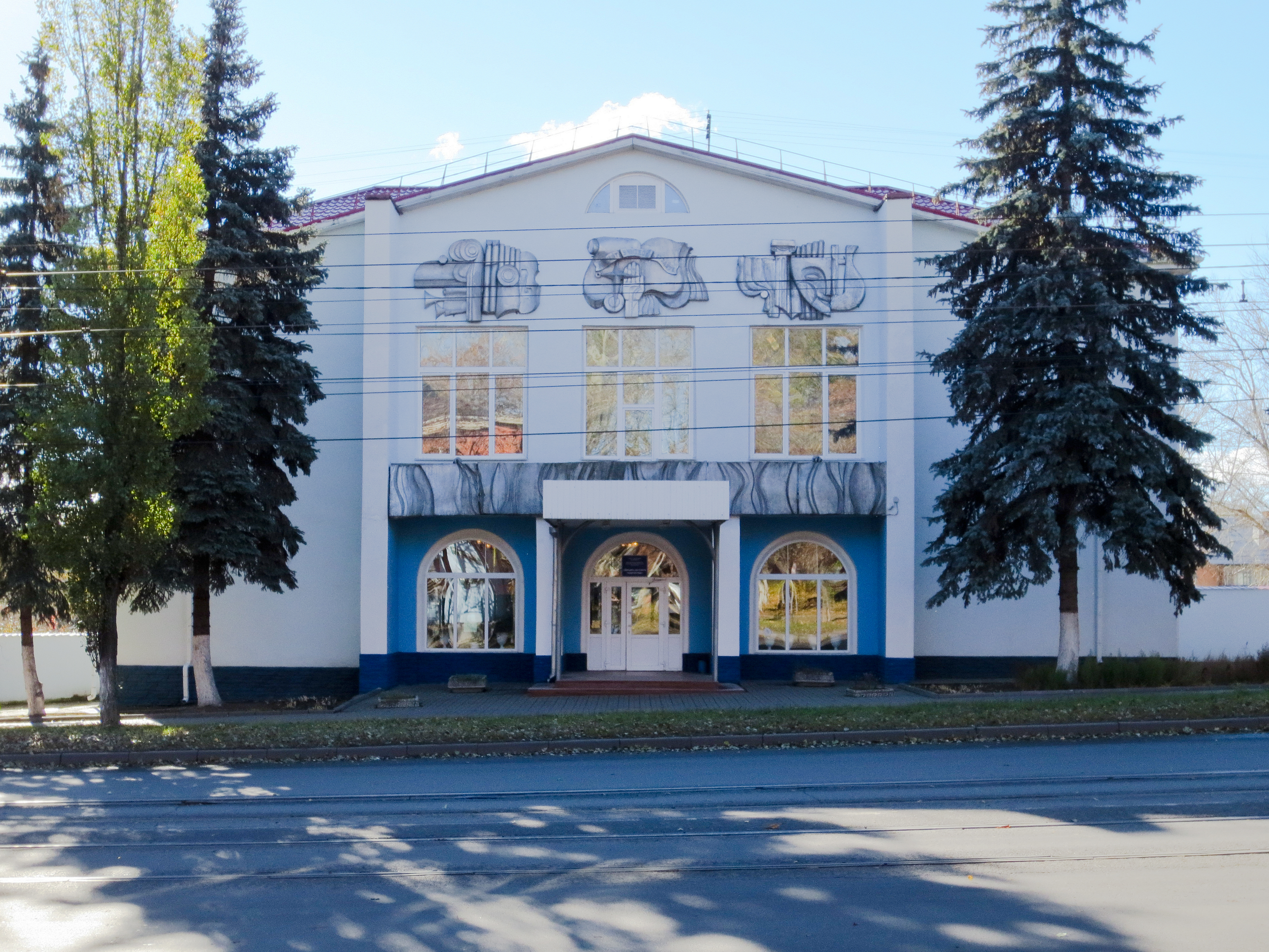
Дворец детского творчества на Сумской улице (ранее клуб-столовая)
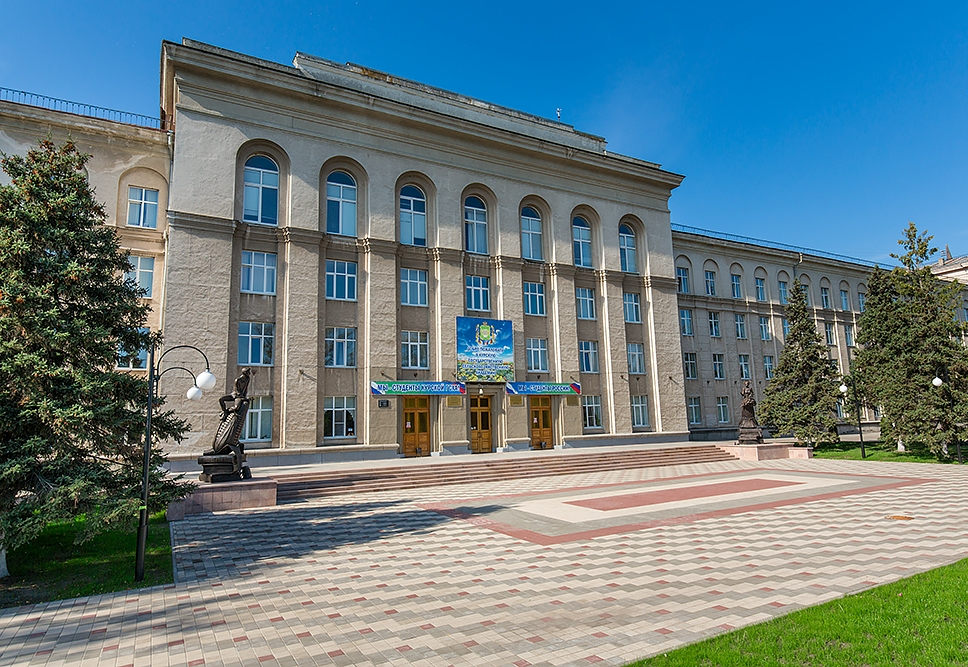
Главный учебный корпус Курской государственной сельскохозяйственной академии им. И.И. Иванова
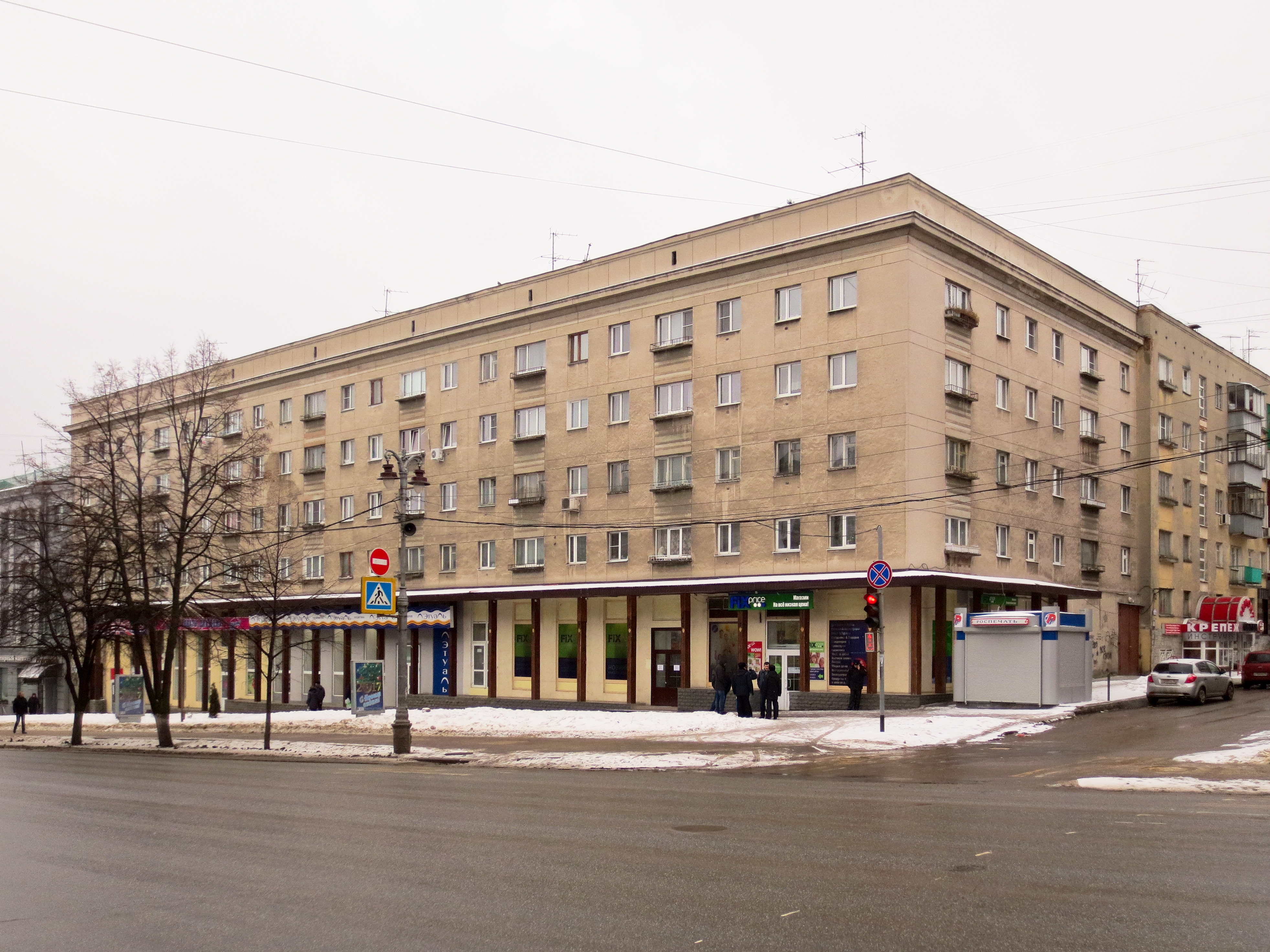
5-этажный жилой дом с магазином «Гастроном» по улице Ленина, 8

##### Планировочные работы
- Послевоенные проекты застройки в стадии генерального плана Конышевки, Горшечного, Кшени, Камышей Курской области.
- Корректировка генерального плана Курска (1953) (в соавторстве с Гипрогором).
- Проект размещения капитального строительства Курска на 1960-1965 годы (1960) (в соавторстве с Гипрогором).

#### Белгородская область

##### Жилые и общественные здания
- Здание Дома Советов в райцентре Беленихино (1949).

## Печатные труды
- Кремлев В., Гулин Н., Винокур Н. Улучшить организацию проектного дела // Курская правда : газета. — 1952. — 18 ноябрь (№ 272 (9008)).
- Кремлев В.Г. Курск: послевоенный путь развития // Архитектура СССР : журнал. — 1980. — № 5. — С. 21—27.

## Память

- 3 октября 2016 года на здании по адресу улица Марата, 9 (где ранее располагался кабинет главного архитектора Курска), была установлена мемориальная доска в память о бывшем главном архитекторе города Кремлеве В. Г.[2]